# Sogda
Sogda (en rus: Согда) és un poble del krai de Khabàrovsk, a Rússia, que el 2012 tenia 133 habitants. Pertany al districte rural de Verkhnebureïnski.